# Insegnamento del gaelico scozzese

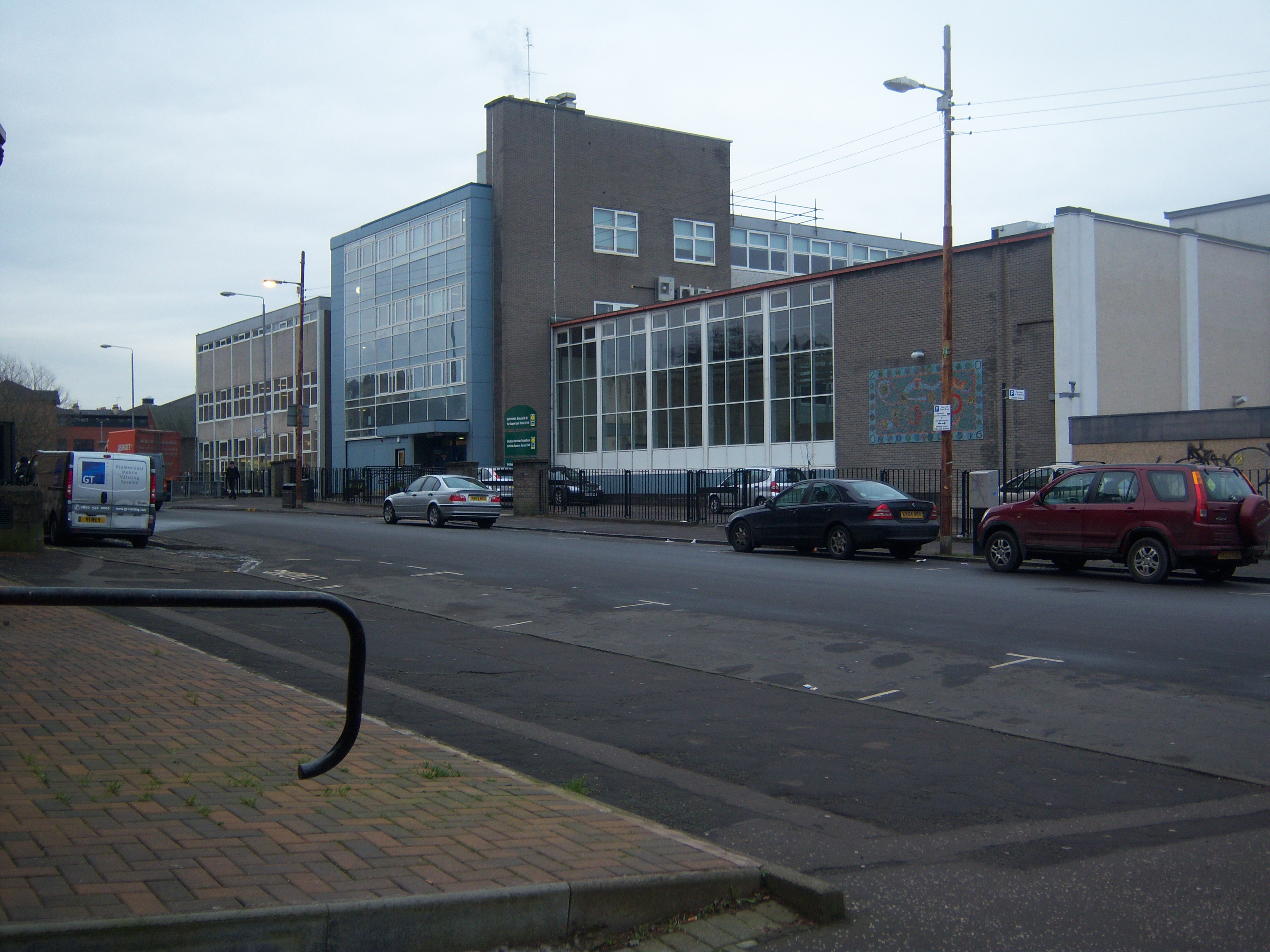
Lo Sgoil Ghàidhlig Ghlaschu, o Glasgow Gaelic School, è il più grande istituto scolastico per numero di studenti facente parte del sistema della Gaelic medium education

L'insegnamento del gaelico scozzese viene svolto in Scozia grazie al sistema della Gaelic medium education (Foghlam tro Mheadhan na Gàidhlig in gaelico scozzese) in alcune scuole primarie e secondarie della nazione. In questo sistema educativo gli studenti apprendono la lingua grazie alla pratica dell'immersione linguistica, svolgendo quindi le lezioni esclusivamente in gaelico scozzese e lasciando l'insegnamento dell'inglese come lingua secondaria.
La popolarità della Gaelic medium education è notevolmente cresciuta nel corso degli anni, passando da 24 studenti nel 1985 (anno della sua istituzione) a 3 660 nel 2015, cifra che rappresenta il più alto numero di studenti da quando nel 2005 il parlamento scozzese ha approvato il "Gaelic language act". Al di fuori di questa cifra ci sono anche gli studenti che frequentano il Sabhal Mòr Ostaig, il Lews Castle College e il Ionad Chaluim Chille Ìle, college universitari che permettono il conseguimento della laurea attraverso lezioni in lingua gaelica scozzese.

## Statistiche
Nel 2015, i bambini scozzesi che ricevono una qualche forma di educazione in gaelico sono 10 677 e corrispondono l'1,6% della popolazione scolastica della nazione. Questo rappresenta un dato numericamente superiore rispetto ai madrelingua gaelici presenti sul territorio che al 2011 erano l'1,1% della popolazione della Scozia.
Nel 2015 più di 3 600 studenti in Scozia svolgono le lezioni attraverso la Gaelic medium education. Un incremento del 24% rispetto al 2013 e del 38% rispetto al 2010.
|                         |                   | Numero di studenti | Percentuale sul totale degli studenti scozzesi |
| ----------------------- | ----------------- | ------------------ | ---------------------------------------------- |
| Gaelic-medium education | Scuola secondaria | 729                | 0,26                                           |
| Gaelic-medium education | Scuola primaria   | 2 931              | 0,75                                           |
| Gaelic-medium education | Totale studenti   | 3 660              | 0,54                                           |

In Scozia ci sono inoltre cinque aree di consiglio con una media di studenti delle Gaelic medium education superiore a quella nazionale, esse sono: Eilean Siar (27,96%), Highland (3,40%), Argyll and Bute (1,82%), Glasgow (1,09%) ed Edimburgo (0,68%).
Altri 7 000 studenti circa nel 2015 ricevono l'istruzione attraverso corsi in gaelico al di fuori del sistema della Gaelic medium education.
|                                      |                   | Numero di studenti | Percentuale sul totale degli studenti scozzesi |
| ------------------------------------ | ----------------- | ------------------ | ---------------------------------------------- |
| Lezioni di gaelico svolte in gaelico | Scuola secondaria | 272                | 0,10                                           |
| Classi di lettura in gaelico         | Scuola secondaria | 2 485              | 0,88                                           |
| Classi di lettura in gaelico         | Scuola primaria   | 4 260              | 1,09                                           |
| Classi di lettura in gaelico         | Totale studenti   | 6 745              | 0,99                                           |
| TOTALE                               | TOTALE            | 7 017              | 1,03                                           |